# 馬拉維國家足球隊
馬拉維國家足球隊是馬拉維的國家足球代表隊，由馬拉維足球協會管理，現時屬於國際足協及非洲足協成員國之一。馬拉維3度參加過非洲國家盃，並在2021年首次闖進淘汰賽階段，僅以一球之差不敵摩洛哥，但也寫下隊史紀錄。

## 榮譽
COSAFA盃：
- 2次亞軍

CECAFA盃：
- 3次冠軍 (1978, 1979, 1988)
- 3次亞軍

全非運動會：
- 1次季軍（1987年全非運動會）

## 世界盃成績
- 1930 至 1974年 - 沒有參賽
- 1978 至 1990年 - 未能晉級
- 1994年 - 退出
- 1998 至 2022年 - 未能晉級

## 非洲國家盃成績
- 1957年 至 1963年 - 屬於英國的一部分
- 1965年 至 1972年 - 不屬於非洲足球協會的一部分
- 1974年 - 沒有參賽
- 1976年 至 1982年 - 未能晉級
- 1984年 - 小組賽
- 1986年 至 2008年 - 未能晉級
- 2010年 - 小組賽
- 2012年 至 2019年 - 未能晉級
- 2021年 - 十六強賽
- 2023年 - 未能晉級